# Daniel Kylander
Daniel Kylander, född 1611 i Linköpings församling, Östergötland, död 30 maj 1641 i Linköpings församling, Östergötlands län, var en svensk präst.

## Biografi
Daniel Kylander föddes 1611 i Linköpings församling. Han var son till biskopen Jonas Kylander och Elin Håkansdotter. Kylander blev 21 augusti 1629 student vid Uppsala universitet och 1634 lektor i latin vid Katedralskolan, Linköping. Han reste utomlands 1636 och prästvigdes 15 december 1637. Kylander promoverades 29 januari 1639 till filosofie magister i Uppsala och avled 1641 i Linköpings församling.

### Familj
Kylander gifte sig 1639 med Elin Wallerius (död 1647). Hon var dotter till kyrkoherden Erik Larsson Wallerius i Högby församling. Elin Wallerius var änka efter landskamreraren Simon Andersson i Linköping. Kylander och Wallerius fick tillsammans dottern Catharina Kylander (1640–1706) som var gift med kyrkoherden Andreas Swebilius i Ljungby församling. Efter Kylander död gifte Elin Wallerius om sig med kyrkoherden Samuel Petri Brask i Ekeby församling.